# Neocyttus psilorhynchus
Neocyttus psilorhynchus är en fiskart som beskrevs av Yearsley och Last, 1998. Neocyttus psilorhynchus ingår i släktet Neocyttus och familjen Oreosomatidae. Inga underarter finns listade i Catalogue of Life.